# Silentvalleya
Silentvalleya  es un género monotípico de plantas herbáceas,  perteneciente a la familia de las poáceas. Su única especie: Silentvalleya nairii V.J.Nair & Sreek., Vajr. & Bhargavan, es originario de la India.

## Etimología
El nombre del género alude al lugar geográfico de Silent Valley Reserva Forestal, en la India. 